# Сатай (Аягозский район)
Сатай (каз. Сатай) — упразднённое село в Аягозском районе Восточно-Казахстанской области Казахстана. Входило в состав Бидайыкского сельского округа. Исключено из учётных данных в 2017 году. Код КАТО — 633453300.

## Население
По данным 1999 года, в селе не было постоянного населения. По данным переписи 2009 года, в селе проживало 66 человек (36 мужчин и 30 женщин).